# Nicolás Duclos
Nicolás Duclos, lutier francès establert a Barcelona als voltants del 1740.
Treballà a Barcelona fins a l'any 1765, any en què es traslladà a Madrid fins a la seva mort el 1781. Segons les seves etiquetes a Madrid, hauria estudiat amb Stradivari. El seu estil, tot i la formació italiana, té tocs de l'escola francesa que denoten el seu origen, i el resultat final és excel·lent. Els seus instruments gaudiren de gran estima per la qualitat i el so bo i potent. Alguns foren ornamentats sovint amb filets, dibuixos a la tinta xinesa i amb caps esculpits amb cares d'àngel.